# Salton
Salton – wieś w Anglii, w hrabstwie North Yorkshire, w dystrykcie (unitary authority) North Yorkshire. Leży 31 km na północ od miasta York i 305 km na północ od Londynu.